# Alfredo Monfort Lahoz
Alfredo Monfort Lahoz (Vila-real, 23 de juliol de 1963) és un exfutbolista valencià, que ocupava la posició de defensa.

## Trajectòria
A la temporada 81/82 hi debuta amb el CE Castelló a la màxima categoria, tot jugant dos partits. S'aniria consolidant a les files del conjunt de Castàlia durant la primera meitat de la dècada dels 80, en la qual el Castelló milita sobretot a la Segona Divisió.
A la campanya 88/89, és titular amb 35 partits, tot finalitzant amb el retorn dels castellonencs a primera divisió. En els dos anys que romandrien a la màxima categoria, el vila-realenc hi jugaria 65 partits. També estaria a l'onze inicial la temporada 91/92, en el retorn del Castelló a Segona Divisió.
La temporada 92/93 la milita al Vila-real CF, a la categoria d'argent.